# Данівка (річка)
Данівка, Шипоть — річка у Хотинському та Новоселицькому районах Чернівецької області, ліва притока Рингача (басейн Дунаю).

## Опис
Довжина річки 19 км, похил річки — 4,5 м/км. Формується з багатьох безіменних струмків та водойм. Площа басейну 65,4 км2.

## Розташування
Бере початок у селі Клішківці. Спочатку тече на південний схід, а в селі Шишківці повертає на південний захід. У селі Рингач впадає у річку Рингач, ліву притоку Пруту.